# Kevin McCumber

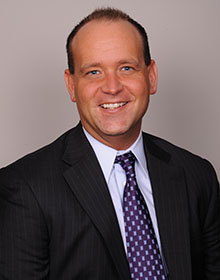
Kevin McCumber 2013

Kevin F. McCumber (* 1979) ist ein US-amerikanischer Regierungsbeamter, der seit dem 1. Juli 2023 als Clerk of the United States House of Representatives fungiert. Er wurde vom Speaker Kevin McCarthy ernannt und ersetzt Cheryl L. Johnson, die am 30. Juni 2023 zurückgetreten war.

## Leben
McCumber wuchs in Germantown Hills (Illinois) auf. Er studierte Politikwissenschaften an der University of Colorado und war 1996 Saaldiener des United States House of Representatives. Er arbeitete erneut für den House Clerk von 2000 bis 2006. Er kehrte 2012 zurück und wurde 2021 Deputy Clerk. Nach Cheryl Johnsons Rücktritt am 30. Juni 2023 wurde er interim von Kevin McCarthy zum Clerk of the United States House of Representatives ernannt.
McCumber lebt in Alexandria (Virginia).